# كأس اليابان للدراجات 2022
كأس اليابان للدراجات 2022 (باليابانية: ジャパンカップサイクルロードレース2022) هو سباق دراجات هوائية من فئة  سباق يوم واحد، وهو الموسم التاسع والعشرين من كأس اليابان للدراجات، وأقيم في 16 أكتوبر 2022 ضمن سباقات سلسلة سباقات الاتحاد الدولي للدراجات للمحترفين 2022، وشارك فيه  93 متسابقاً ووصل إلى نهايته  41 متسابقاً.
فاز بالمركز الأول نيلسون بوولس، وفاز بالمركز الثاني Andrea Piccolo ‏، وفاز بالمركز الثالث بنيامين ديبول.

## الفرق
| فرق عالمية (5)- Trek-Segafredo - Bahrain Victorious - Cofidis - EF Education-EasyPost - Lotto-Soudal فرق برو (2)- أوسكالتيل أوسكادي 2022 ‏ - نوفو نورديسك 2022 ‏ فرق قارية (8)- Team Ljubljana Gusto Santic ‏ - تيرينجانو 2022 ‏ - JCL Team Ukyo ‏ - Utsunomiya Blitzen ‏ - Kinan Racing Team ‏ - Shimano Racing Team ‏ - Aisan Racing Team ‏ - Nasu Blasen ‏ فريق وطني- فريق اليابان لركوب الدراجات للرجال 2022‏ |  |
| |  |

## التصنيف العام النهائي
| التصنيف العام         | التصنيف العام     | التصنيف العام         | التصنيف العام | التصنيف العام |
| العداء                | العداء            | الفريق                | الوقت         |               |
| --------------------- | ----------------- | --------------------- | ------------- | ------------- |
| 1                     | نيلسون بوولس      | EF Education-EasyPost | 3 س 37 د 49 ث |               |
| 2                     | Andrea Piccolo ‏   | EF Education-EasyPost | + 12 ث        |               |
| 3                     | بنيامين ديبول     | JCL Team Ukyo ‏        | + 13 ث        |               |
| 4                     | هيرمان بيرنشتاينر | Bahrain Victorious    | + 13 ث        |               |
| 5                     | Maxim Van Gils ‏   | لوتو سودال            | + 17 ث        |               |
| 6                     | ويليام مارتن      | Cofidis               | + 17 ث        |               |
| 7                     | جوليو سيكوني      | تريك سيغافريدو        | + 32 ث        |               |
| 8                     | توماس لباس        | Kinan Racing Team ‏    | + 34 ث        |               |
| 9                     | تيم فيلانز        | لوتو سودال            | + 1 د 32 ث    |               |
| 10                    | Gotzon Martín ‏    | أوسكالتيل أوسكادي ‏    | + 1 د 32 ث    |               |
|                       |                   |                       |               |               |
| مصدر: ProCyclingStats |                   |                       |               |               |

## وصلات خارجية
- الموقع الرسمي
- لمحة عن سباق كأس اليابان للدراجات 2022 على موقع  ProCyclingStats   (برو  سايكلنج  ستاتس) - إحصاءات  محترفي  الدراجات.
- كأس اليابان للدراجات 2022 على موقع إحصائيات الدراجات الإحترافية (الإنجليزية)